# فرد بيلي
فرد بيلي (بالإنجليزية: Fred Bailey) هو لاعب كرة قاعدة أمريكي، ولد في 16 أغسطس 1895 في ماونت هوب في الولايات المتحدة، وتوفي في 16 أغسطس 1972 في هنغتينغتون في الولايات المتحدة.

## وصلات خارجية
- فرد بيلي على موقعبيزبول رفرنس.كوم (الدوري الرئيسي) (الإنجليزية)
- فرد بيلي على موقعبيزبول رفرنس.كوم (الدوري الثانوي) (الإنجليزية)